# Conchaspis fluminensis
Conchaspis fluminensis är en insektsart som beskrevs av Hempel 1904. Conchaspis fluminensis ingår i släktet Conchaspis och familjen Conchaspididae. Inga underarter finns listade i Catalogue of Life.